# Colabris
Colabris är ett släkte av tvåvingar. Colabris ingår i familjen dansflugor.
Kladogram enligt Catalogue of Life:
| Colabris | \| \| Colabris coxalis \| \| \| \| \| \| Colabris rufescens \| \| \| \| |
|          | \| \| Colabris coxalis \| \| \| \| \| \| Colabris rufescens \| \| \| \| |
|          | Colabris coxalis                                                        |
|          |                                                                         |
|          | Colabris rufescens                                                      |
|          |                                                                         |